# Vysokorychlostní trať Chajnanský okruh
Vysokorychlostní trať Chajnanský okruh (čínsky pchin-jinem Chaj-nan chuan-tao kao-su tchie-lu, znaky zjednodušené 海南环岛高速铁路, tradiční 海南環島高速鐵路) je vysokorychlostní trať v ostrovní provincii Chaj-nan v Číně. Trať je součástí čínského vysokorychlostního železničního koridoru Pao-tchou (Jin-čchuan) – Chaj-nan.
Trať sestává ze dvou samostatně postavených úseků: východního a západního.
Celý okruh je v provozu od 30. prosince 2015 a doba okružní cesty trvá necelých pět hodin.

## Úseky
| Název                                                                     | Maximální rychlost | Délka  | Stav      | Doba výstavby |
| ------------------------------------------------------------------------- | ------------------ | ------ | --------- | ------------- |
| Vysokorychlostní trať Chajnanský okruh – východní úsek 海南环岛高铁线东段 | 250 km/h           | 308 km | V provozu | 2007 – 2010   |
| Vysokorychlostní trať Chajnanský okruh – západní úsek 海南环岛高铁线西段  | 200 km/h           | 344 km | V provozu | 2011 – 2015   |